# Kurs 90
Kurs 90 (Eigenschreibweise teilweise Kurs '90; Abkürzung für kundenfreundliches Reise-, Informations- und Verkaufssystem der 90er Jahre) war die Bezeichnung eines von 1989 bis 2006 genutzten Systems zum Verkauf von Fahrkarten und weiteren Dienstleistungen bei Eisenbahnen in Deutschland und weiteren europäischen Staaten.
Neben Reiseauskünften und Fahrkarten konnten mit dem System auch alle anderen Dienstleistungen verkauft werden. Dazu gehörten beispielsweise Reservierungen für Zugfahrten, Hotel- und Mietwagen-Buchungen und die Vermietung von Parkplätzen in Parkhäusern. Auch interne Vorgänge der Bahn, beispielsweise die Nachbestellung von Fahrscheinmustern oder der Ausdruck von Reservierungszetteln, waren damit möglich.
Das System wickelte im Laufe der Jahre mehrere Milliarden Auskünfte und Verkaufsprozesse ab.

## Geschichte

### Hintergrund

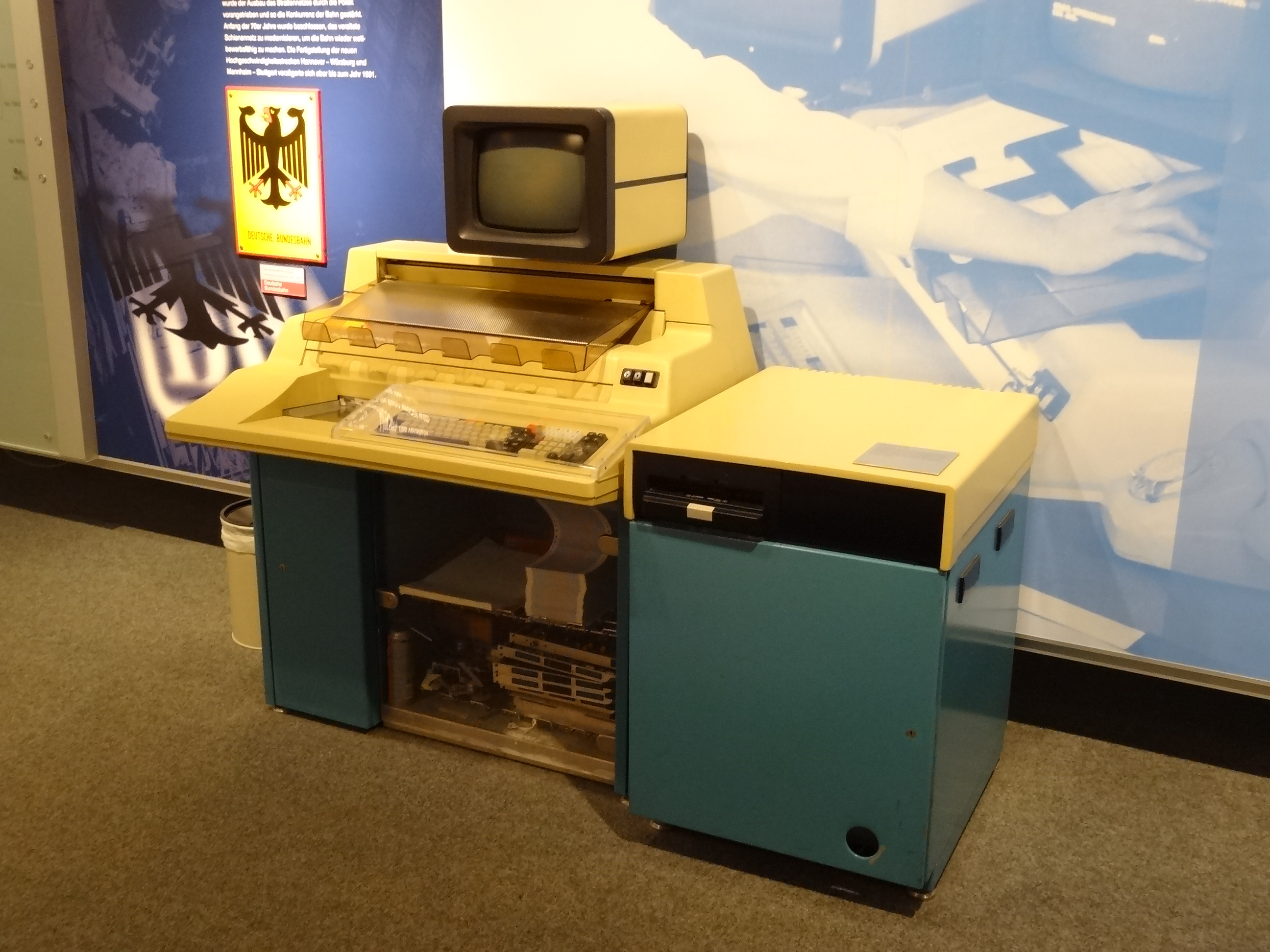
Datenstation TA 1069, DB Museum Nürnberg

1978 führte die Deutsche Bundesbahn erste elektronische Schalter ein. 1986 gab es in den Verkaufsstellen 1015 Datenstationen sowie 2700 Fahrkartenautomaten. Das entsprechende System wurde als Modernisierter Fahrscheinverkauf (MOFA) bezeichnet. Als Client-Hardware kamen dabei Stationen vom TA 1069 zum Einsatz. Diese verfügten über 8-Zoll-Diskettenlaufwerke, über die alle vier Wochen die Verkaufsdaten übertragen wurden.
Je nach Größe der Verkaufsstellen gab es mitunter getrennte Schalter für Auskünfte, Reservierungen, Fahrscheinverkauf und weitere, gesonderte Dienstleistungen.

### Konzeption
Mit Kurs 90 sollten alle Leistungen an einem Schalter angeboten und sowohl Auskunft als auch Fahrausweisdruck deutlich beschleunigt werden. Fünf zuvor getrennte Verfahren sollten zu einem gemeinsamen System zusammengefasst werden: der elektronische Fahrausweisverkauf (System MOFA), der manuelle Verkauf (Schrankschalter), die Platzreservierung (System EPA 80), der Reisebüro-Verkauf (System START) und die Fahrplanauskunft. Auch Fahrkartenautomaten und ein Verkauf per Bildschirmtext waren vorgesehen. Im Gegensatz zum Vorgängersystem MOFA sollten mit Kurs 90 auch europaweite Verbindungen abfragbar werden. Ebenfalls sollten Verkäufer statt über Wochen binnen eines Tages über neue Angebote und Neuigkeiten informiert werden. Auch kurzfristig angebotene Zusatzzüge sowie Restplätze kurz vor Abfahrt sollten über das System verkauft werden können.
Das System war Teil der Strategie DB 90 zur Modernisierung der Deutschen Bundesbahn.

### Entwicklung
Im April 1987 wurde eine Pilotinstallation im Reisezentrum Mannheim eingeführt. Im Mai 1987 stimmte der Vorstand der DB der Einführung zu. Im gleichen Monat begann die Systemplanung. Das System sollte zunächst zum 1. Januar 1989 eingeführt werden. Nach Abschluss der Systemplanung, im Oktober 1987, wurde das Projekt aufgestockt und der Eröffnungstermin auf den 1. Mai 1989 verschoben.
Ende 1987 erhielt Tandem Computers als Generalunternehmer den Auftrag, Kurs 90 zu realisieren. Zunächst wurde die Softwareentwicklung im Wert von sechs Millionen DM an einen Unterauftragnehmer vergeben. Während die Server aus dem eigenen Haus kommen sollten, waren als Terminals 1100 Stationen vom Typ PCD2 vorgesehen. Sie sollten über eine 40-MB-Festplatte, einen Drucker und einen 15-Zoll-Schwarzweiß-Bildschirm verfügen. Für das Gesamtprojekt wurden rund 35 Millionen DM veranschlagt. Im Oktober 1988 lagen die geschätzten Kosten bei etwa 80 Millionen DM. Kurs 90 gliederte sich in etwa 90 Teilprojekte.
Die PCD2-Stationen sollten bereits im Laufe des Jahres 1988 die bis dahin verwendeten Stationen vom Typ TA 1069 ersetzen. Bevor Kurs 90 zur Verfügung stand, liefen diese Terminals zunächst mit dem System START. Das Unternehmen HaCon entwickelte für Kurs 90 die erste computerunterstützte Fahrplanauskunft in Deutschland. Mit einem speziellen Algorithmus sollten Auskünfte binnen sechs Sekunden ausgegeben werden können.
Ende 1988 fing eine internationale Arbeitsgruppe von zwei dutzend europäischen Eisenbahngesellschaften an, über ein als Railway Distribution System bezeichnetes internationales Vertriebssystem nachzudenken.

### Einführung
Die Einführung des Systems begann 1988.
1990 wurde die erste Stufe des Projekts weitgehend zum Abschluss gebracht. Zum Jahresende lief das System auf 1100 Terminals in 625 Fahrkarten-Ausgabestellen. Die Vorläufersysteme MOFA und START wurden damit endgültig abgelöst. Rund 15.000 Terminals in Europa hatten, beispielsweise für Reservierungen, ebenfalls Zugriff auf das System.
Erste, einzelne Terminals auf großen Bahnhöfen der Deutschen Reichsbahn wurden 1990 installiert. Für einen weiterführenden Ausbau sollten bis 1992 zunächst notwendige Leitungen zur Datenübertragung geschaffen werden. Über eine Tochtergesellschaft bot die Bundesbahn Kurs '90 auch an ausländische Bahnen an.
Bis Ende 1990 hatten die Norges Statsbaner den Baustein für Platzreservierungen von Kurs 90 übernommen. Die Österreichischen Bundesbahnen und die Polnischen Staatsbahnen hatten das Gesamtsystem oder wesentliche Bausteine übernommen. Im August 1991 wurde der Betrieb in Polen begonnen, im September 1991 folgte die Betriebsaufnahme bei den Luxemburgischen Eisenbahnen.

### Betrieb und weiterer Ausbau
Ende 1990 wurden wöchentlich 5,2 Millionen Leistungen (Auskünfte, Reservierungen, Fahrscheine) abgewickelt. Zum Fahrplanwechsel im Juni 1991 begann der Verkauf von ICE-Fahrscheinen im Relationspreissystem. Das Reservierungssystem wickelte 1990 rund 300.000 Buchungen von Bahn-Terminals pro Woche ab. Dazu kamen weitere rund 550.000 Reservierungen aus den Reisebüros. Die Spitzenzeiten der Systembelastung für Fahrkartenbuchungen traten typischerweise freitagvormittags und, beim Reservierungssystem, am Montag auf.
Das System wurde vielfach kritisiert. Ende Dezember 1992 geriet das System in die Schlagzeilen, nachdem aufgrund eines Fehlers die erst ab 1. Januar 1993 gültigen, erhöhten Tarife bereits Ende Dezember 1992 berechnet wurden.
Ende 1992 lief das System auf rund 2500 Terminals, Mitte 1995 auf rund 3000.
1992 wurde das System um eine Möglichkeit zur Kreditkartenzahlung erweitert. Ende 1995 wurde das Betriebssystem Xenix durch SCO Open Desktop ersetzt.
2004 wurden rund 250 Millionen Fahrkartenverkäufe pro Jahr über das System abwickelt. Dazu kamen über 1,1 Milliarden Fahrplanauskünfte und etwa 90 Millionen Reservierungen. Neben mehr als 4000 Reisezentren und Agenturen griffen rund 10.000 Fahrkartenautomaten auf das System zu. Auch das Callcenter der Deutschen Bahn, der Internetvertrieb und Großkunden waren an das System angeschlossen. Die Anwendung war zu dieser Zeit überwiegend in C geschrieben.

### Ablösung durch NVS
Der Vorstand der Deutschen Bahn stufte Kurs 90 Anfang 2001 in einem Bericht an den Aufsichtsrat als „veraltetes Kommunikationsnetz mit erheblichen technischen Risiken“ ein, das bis Anfang 2003 in allen Reisezentren und Fahrkartenschaltern der DB abgelöst werden sollte. Die technischen Möglichkeiten von Kurs 90 seien „erschöpft“, es mangle an geeignetem Personal für die veraltete Software. In Verbindung mit großen Wartungsproblemen steige das Risiko eines zeitweisen Totalausfalls.
Für die Einführung des mehrfach verschobenen neuen Preissystems sollte Kurs 90 durch ein neues Vertriebssystem ersetzt werden. Nach mehreren Verzögerungen beschloss die entsprechende Lenkungsgruppe schließlich, das System trotz erheblicher Risiken zunächst auf der Grundlage des bestehenden Vertriebssystems einzuführen. Das neue Preissystem wurde im Dezember 2002 auf der Basis von Kurs 90 eingeführt.
2001 begann die Entwicklung des Kurs-90-Nachfolgers Neues Vertriebssystem (NVS). Daran arbeiteten bis zu 140 Mitarbeiter der Deutschen Bahn.
Das System fungierte als Middleware. Kurs 90 wurde dabei als Backend zunächst aufrechterhalten.
Kurs 90 sollte zum 1. November 2005 abgeschaltet und vollständig durch NVS ersetzt werden. Nachdem die Umstellung bei Reisebüros länger dauerte als geplant, wurde der Betrieb verlängert. Das System sollte anschließend zum 31. Dezember 2005 abgeschaltet werden. Aufgrund von Schwierigkeiten wurde der Parallelbetrieb von Kurs 90 und NVS über den 31. Dezember 2005 hinaus verlängert.

## Technik
Für die rund 2000 Kurs-90-Terminals wurden anfangs Xenix-386-Rechner von Siemens verwendet. Die Terminals verfügten über Schwarz-Weiß-Bildschirme und Drucker, die auch Barcodes von der Rückseite der Fahrkarten einlesen konnten. Etwa sechs Megabyte auf jeder der 80-Megabyte-Festplatten wurden für bis zu 600 häufige Relationen genutzt, bei anderen Verbindungen wurde der Zentralrechner in Frankfurt angefragt. Die Terminals organisierten sich dabei selbst und speicherten jene Verbindungen lokal zwischen, die vor Ort häufig abfragt wurden. Auf der Festplatte und zusätzlich auf einer 1,2-Megabyte-Diskette wurden die letzten 4000 Verkäufe zwischengespeichert und drei Tage nach dem Upload zum Server gelöscht. Änderungen und neue Angebote wurden stets ab Mitternacht eingespielt. Wöchentlich luden die Terminals Anfang der 1990er Jahre dabei etwa 100 bis 200 Kilobyte Daten herunter.
Der zentrale Server stand im Rechenzentrum der Bundesbahndirektion Frankfurt am Main. Er wurde Anfang der 1990er Jahre von drei Tandem-Systemen gebildet, die als Parallelrechner ausgebildet waren. Das Kurs-90-System lief auf einem Nonstop-Cyclone-Großrechner, das zugehörige Reservierungssystem auf zehn Nonstop-VLX-Maschinen. Eine weitere VLX-Maschine (mit vier CPUs) diente als Entwicklungs- und Testsystem. Untereinander waren die Maschinen mit zwei je vier Megabyte pro Sekunde schnellen Glasfasern verbunden. Auf dem Hostsystem liefen zunächst rund 600 Programme mit insgesamt 900.000 Zeilen Quelltext. Die Kommunikation mit den Clients lief anfangs über das so genannte IN, das integrierte Netz der Deutschen Bundesbahn (einem X.25-Netz).